# Saint-Gondon
Saint-Gondon är en kommun i departementet Loiret i regionen Centre-Val de Loire strax norr Frankrikes mitt. Kommunen ligger i kantonen Gien som tillhör arrondissementet Montargis. År 2022 hade Saint-Gondon 1 046 invånare.

## Befolkningsutveckling
Antalet invånare i kommunen Saint-Gondon
| Referens: INSEE |